# Eldstrupe
Eldstrupe (Panterpe insignis) är en fågel i familjen kolibrier.

## Utseende och läte
Eldstrupen är en mycket vacker kolibri som i bra ljus uppvisar regnbågens alla färger på strupen. I sämre ljus verkar den dock helmörk och kan misstas för andra relativt stora kolibriarter som paradiskolibri. Notera dock mörkt blåsvart stjärt, medellång näbb med rosa vid näbbroten och blå övergump. Könen är lika.

## Utbredning och systematik
Eldstrupen är den enda i släktet Panterpe. Den delas in i två underarter med följande utbredning:
- P. i. eisenmanni – förekommer i nordvästra Costa Rica (Cordillera de Guanacaste)
- P. i. insignis – förekommer från norra centrala Costa Rica (Cordillera de Tilaran) till allra västligaste Panama

## Levnadssätt
Eldstrupen hittas i bergsskogar och skogsbryn, vanligen från 1500 meters höjd upp till trädgränsen. Den ses ofta besöka kolibrimatare.

## Status
Arten har ett stort utbredningsområde och beståndet anses stabilt. Internationella naturvårdsunionen IUCN listar den därför som livskraftig (LC). Beståndet uppskattas till i storleksordningen 50 000 till en halv miljon vuxna individer.